# Immetalia evanescens
Immetalia evanescens är en fjärilsart som beskrevs av Gustaaf Hulstaert 1924. Immetalia evanescens ingår i släktet Immetalia och familjen nattflyn. Inga underarter finns listade i Catalogue of Life.